# Zig-zag in-line package

Zig-zag in-line package

O zig-zag in-line package ou ZIP foi uma tecnologia de encapsulamento de circuitos integrados (particularmente chips DRAM) que não chegou a se firmar como padrão de mercado. Foi pensada como uma substituta do padrão DIP (ou DIL).

## Características
Um ZIP é um circuito integrado encapsulado numa placa de plástico, medindo cerca de 3 mm x 30 mm x 10 mm. Os pinos do encapsulamento emergem em duas filas de um dos lados longos. As duas filas são dispostas com um espaçamento de 1,27 mm, dando-lhe uma aparência de ziguezague e permitindo-lhes aproveitar melhor o espaço do que uma disposição retangular permitiria. Os pinos são inseridos em orifícios numa placa de circuito impresso, com os encapsulamentos colocados em ângulo reto em relação a placa. Os ZIPs tornaram-se obsoletos com a implantação dos encapsulamentos de montagem superficial, como os TSOPs usados em módulos de memória SIMM e módulos de memória DIMM.